# Clint Wager
Clinton Belmar Wager, detto Clint (Winona, 20 gennaio 1920 – Excelsior, 29 febbraio 1996), è stato un giocatore di football americano e cestista statunitense, professionista nella NFL, nella NBL, nella NBA e nella NPBL.

## Palmarès
- All-NBL First Team (1944)